# Båtservice Holding
Båtservice Holding AS var ett skeppsvarv i Mandal, Norge. På varvet byggdes ett antal svenska mindre passagerarfärjor. 

## Fartyg i urval
- Kostersund, 1992, Koster Marin (Byggd som Beinveien). [1]
- Älv-Snabben 4, 1994, Styrsöbolaget. [2]
- Älv-Snabben 5, 1995, Styrsöbolaget.[3]
- Vesta, 1998, Styrsöbolaget. [4]
- Saxaren, 1999, Waxholmsbolaget. [5]
- Nina, 2009, Rederi AB Ballerina (byggd som Oslo VIII). [6]